# Чендлер, Рэймонд (военный)
 Рэймонд Чендлер  (англ. Raymond F. Chandler III) (род. 25 августа 1959 г.) — американский военный деятель, четырнадцатый сержант-майор Сухопутных войск США. Находился в должности с 1 марта 2011 г. по 30 января 2015 г..
Родился в 1962 году в городе Уиттиер, штат Калифорния.

## Военная карьера
Поступил на военную службу в сентябре 1981 года членом танкового экипажа (armor crewman) в Бостоне, штат Массачусетс.
В должности первого сержанта служил на 4 разных назначениях в отрядах и ротах.
В должности сержант-майора служил в 1-м эскадроне 2-го кавалерийского полка (предположительная расшифровка аббревиатуры 1/2 ACR).
С 2004 по 2005 год находился в Ираке на должности команд-сержант-майора 1-го эскадрона 7-го кавалерийского полка 1-я кавалерийской дивизии. Это был его первый боевой опыт.
После Ирака Чендлер планировал уволиться из армии и заняться бизнесом. Он со своей женой хотели открыть собственную профессиональную школу парикмахеров. Но в условиях сложной экономической ситуации открывать новый бизнес было слишком рискованно, поэтому Чендлер решил остаться в армии.
С 2005 по 2007 годы Чендлер в должности команд-сержант-майора служил также в гарнизоне Армии США в Форте Ливенворт, штата Канзас, и танковой школе Армии США.
В декабре 2007 года был назначен команд-сержант-майором Академии сержант-майоров Сухопутных войск США. На этой должности он занимался преобразованием образовательных стандартов, включая в них больше академических курсовых работ.
В июне 2009 года генерал Мартин Демпси назначил Чендлера 19-м начальником Академии. Чендлер стал первым сержантом, ставшим начальником Академии сержант-майоров Сухопутных войск США, до него эту должность занимали полковники.
Также в 2009 году Чендлер получил степень бакалавра по специальности «государственное управление» в Университете Верхней Айовы (Bachelor’s degree in public administration, Upper Iowa University).
1 марта 2011 года Чендлер был назначен сержант-майором Армии США.
22 сентября 2013 года Чендлер посетил Базу передового развёртывания Апач, расположенную в провинции Кандагар, Афганистан. Чендлер встретился с солдатами и сержантами, обсудил состояние Сухопутных войск, ответил на вопросы и сфотографировался с военнослужащими.
30 января 2015 года Рэймонд Чендлер ушёл в отставку из вооружённых сил США. Выслуга Чендлера составила 34 года. Торжественная церемония почётной отставки прошла на территории объединённой военной базы Майер-Хендерсон в округе Арлингтон, штат Виргиния.
На торжественной церемонии присутствовали знамённая гвардия Сухопутных войск США (Army Color Guard), Военный оркестр Сухопутных войск США, сержанты и солдаты 3-го пехотного полка США («Старая гвардия») и Подразделение барабанщиков и флейтистов Старой Гвардии.
Почётными гостями церемонии являлись Министр Армии США Джон Макхью, генералы, сержант-майор корпуса морской пехоты США Брайан Батталья, советник по сержантскому и рядовому составу Председателя Объединённого комитета начальников штабов, бывший начальник штаба Армии США и бывший министр по делам ветеранов США Эрик Шинсеки и кавалер Медали Почёта Кайл Уайт.

## Деятельность на должности сержант-майора Армии США
На должности сержант-майора Армии США Рэймонд Чендлер занимался следующими задачами:
- была разработана новая полевая форма одежды военнослужащих, включающая новый «Оперативный камуфляжный узор[англ.]», меньшее количество липучек и большее количество карманов. Новая униформа введена в действие в 2015 году и к 2019 году полностью заменила старую с «Универсальным камуфляжным узором[англ.]»;
- ограничено количество татуировок, которые можно носить ниже локтя и колена, что вызвало недовольство солдат и сержантов;
- больше внимания стали уделять борьбе с оскорблениями солдатами и сержантами в социальных сетях своих командиров (вплоть до верховного главнокомандующего вооружёнными силами Президента США). Как сказал Рэймонд Чендлер в интервью газете «Army Times»[англ.]: «Мы не терпим подобное отношение при личном общении, почему мы должны терпеть его в социальных сетях?» («We don't tolerate that in person, why would we tolerate that in the social media space?» ). И добавил, что поддержанием дисциплины и порядка занимаются «…тысячи сержантов каждый день.<…> Это часть нашей профессии» («There are thousands of NCOs out there that do it every single day.<…> That is a part of our profession».)
- запущена программа, позволяющая квалифицированным сержант-майорам получить ученые степени гражданских учебных заведений, например, степень магистра Университета штата Пенсильвания. При успешном развитии данной программы её планировали внедрить в основной курс подготовки сержантов и Базовый курс младших командиров[англ.]. Это по мнению Чендлера должно повысить профессиональную ценность сержант-майоров при назначении их на вышестоящие должности, сделать их более творческими и гибкими;
- борьба с сексуальным насилием и домогательствами, развитие психологической помощи военнослужащим[5];
- получение высшего образования военнослужащими и повышение качества их жизни;
- предотвращение самоубийств за счёт взаимного контроля солдат и сержантов друг за другом как в боевых условиях, так и в мирное время;
- к октябрю 2011 года планировалось, чтобы каждый военнослужащий после 1 года службы в условиях боевых действий должен будет проводить 2 года дома, чтобы восстановиться после боев, снизить стресс и напряженность отношений внутри семьи;
- отмена политики «Не спрашивай, не говори», позволяющая геям служить в Армии открыто[1].

## Послужной список и образование
За свою военную карьеру Рэймонд Чендлер прослужил в следующих частях, соединениях и военных учреждениях:
- 1-я пехотная дивизия;
- 2-я пехотная дивизия;
- 4-я пехотная дивизия;
- 1-я кавалерийская дивизия;
- 3-я танковая дивизия;
- 2-й кавалерийский полк (2d ACR );
- 3-й кавалерийский полк (3d ACR);
- танковая школа Армии США;
- Академии сержант-майоров Сухопутных войск США[англ.].

Военное образование:
- все степени системы подготовки сержантов (all levels of the Noncommissioned Officer Education System);
- курс подготовки мастера-стрелка танка M60A3 и M1/M1A1 (Tank Master Gunner Course);
- боевой курс подготовки штаб-сержанта (Battle Staff NCO Course);
- курс подготовки первого сержанта (First Sergeant Course);
- начальное курс подготовки инструктора (Basic Instructor Training);
- полный курс подготовки инструктора Сухопутных войск (Total Army Instructor Trainer Course);
- курс подготовки инструктора по работе с малыми группами (Small Group Instructor Trainer Course);
- курс подготовки инструктора телеобучения (Video Tele‐Training Instructor Trainer Course);
- курс штабного обучения Сухопутных войск (Army Management Staff Course);
- курс подготовки команд-сержант-майора гарнизона (Garrison Command Sergeant Major Course) и другие курсы профессиональной подготовки.

Гражданское образование:
- степень бакалавра по специальности «государственное управление» в Университете Верхней Айовы[англ.] (Bachelor of Science Degree in Public Administration from Upper Iowa University).

## Ранения
Получил черепно-мозговую травму во время ракетного обстрела в Ираке в 2004-2005 годах.

## Награды[4]

### Награды вооружённых сил США
- Орден «Легион почёта»
- Медаль «Бронзовая звезда»
- Медаль «За похвальную службу» (Вооружённые силы США) с 7-ю дубовыми листьями
- Похвальная медаль Сухопутных войск c 7-ю дубовыми листьями
- медаль «За отличную службу в СВ»[англ.][7] c 1-м дубовым листком
- Медаль «За безупречную службу» (10-е награждение)
- Медаль «За службу национальной обороне» (2-е награждение)
- Лента «За службу в Сухопутных войсках»[англ.]
- Медаль «За защиту Кореи»
- Лента «За службу в Сухопутных войсках на заморских территориях»[англ.], цифровой код 4
- Лента «За прохождения курса подготовки сержанта»[англ.], цифровой код 4
- Медаль «За Иракскую кампанию»
- Медаль «За участие в глобальной войне с терроризмом»
- Похвальная благодарность армейской воинской части
- Награда «За отличное подразделение»[англ.]
- Знак «За участие в боевых действиях»[англ.]

### Почётные награды
- Орден Святого Георгия[англ.] (бронзовый медальон)
- орден Святого Мартина «За выдающиеся заслуги» (Distinguished Order of Saint Martin)
- Почётный орден Святой Варвары[англ.]

Чендлер также входит в совет директоров Фонда экстренной помощи военнослужащим Сухопутных войск.

## Личная жизнь
Жена Джинн (Jeanne), женаты с 2002 года. Имеет 6 взрослых детей, среди которых есть приемные. По состоянию на февраль 2014 года у семьи Чендлеров было 11 внуков.
Во время нахождения Рэймонда Чендлера в должности сержант-майора Армии США Джин много помогала мужу в его деятельности. Она сосредоточила свою деятельность на помощи семьям погибших военнослужащих, развитии центров и школ развития детей, строительство жилья для младшего сержантского состава и решении других семейных проблем.
Также Джин серьёзно занималась – Программой помощи членам семей с ограниченными возможностями и заботе о детях с аутизмом.

## Использование фотографии Рэймонда Чендлера в мошеннических целях
Фотографию Рэймонда Чендлера использовали мошенники для обмана женщин в англоязычном и в русскоязычном интернете в период с 2011 по 2017 годы.
Также существуют несколько мошеннических твиттер-аккаунтов с именем Рэймонда Чендлера в Твиттере. На одном из них указано, что по состоянию на февраль 2019 года он ещё служит в вооружённых силах США, а на другом аккаунте написано, что он является начальником штаба Армии США.

### Перевод военных терминов
- Судзиловский Г. А. Англо-русский военный словарь: около 70000 терминов. Том 1. A-L. — 3-е. — М.: Воениздат, 1987. — 655 с.
- Судзиловский Г. А. Англо-русский военный словарь: около 70000 терминов Том 2. M-Z. — 3-е. — М.: Воениздат, 1987. — 688 с.